# Возвращение скрипки
«Возвращение скрипки» (азерб. Skripkanın sərgüzəşti) — советский приключенческий военный боевик с элементами детского фильма 1972 года производства киностудии «Азербайджанфильм».
События в фильме происходят в Одессе в годы Великой Отечественной войны. В фильме рассказывается о молодых героях, которые защищают Родину. Фильм был снят по мотивам повести Фирудина Агаева «Братья».

## В ролях
Камран Раджаблы — Сабир
Игорь Суханов — Саша
Павел Кадочников — Маковский (Самандар Рзаев)
Олев Эскола — Гофман
Иван Косых — Бесфамильный (Юсиф Велиев)
Павел Винник — Шкиль (Дадаш Казымов)
Алла Панова — Лена
Нина Меньшикова — Надежда Ивановна (Амина Юсифкызы)
Шахмар Алекперов — Давуд
Геннадий Юхтин — Захарченко (Бахадур Алиев)
В фильме была использована музыка композиторов: В. А. Моцарта, Д. Д. Шостакоовича